# Pénestin
Pénestin település Franciaországban, Morbihan megyében. Lakosainak száma 2057 fő (2022. január 1.). Pénestin Arzal, Camoël és Assérac községekkel határos.

## Népesség
A település népességének változása:
| Lakosok száma | 1078 | 1299 | 1394 | 1777 | 1790 | 1812 | 1946 | 2019 | 2023 | 2057 |
|               | 1968 | 1982 | 1990 | 2006 | 2013 | 2015 | 2017 | 2019 | 2020 | 2022 |